# سازمان اطلاعات و روابط خارجی
سازمان اطلاعاتی و روابط خارجی (به چکی: Úřad pro zahraniční styky a informace) به اختصار ÚZSI سازمان اطلاعاتی غیرنظامی جمهوری چک است که وظیفه جمع‌آوری اطلاعات، تحلیل اطلاعات و حفاظت اطلاعات در خارج از جمهوری چک را بر عهده دارد. این سازمان به اطلاعات اقتصادی، امنیتی و سیاسی علاقه دارد. سازمان اطلاعاتی و روابط خارجی پس از تقسیم جمهوری چکوسلواکیا در سال ۱۹۹۳ تأسیس شد. فعالیت این سازمان توسط قانون 153/1994 sb تعریف شده‌است. مرکز این سازمان در پایتخت پراگ واقع شده‌است. (آدرس سازمان اطلاعاتی و روابط خارجی Střelničná 1673/10, Praha ۸ است) مدیر این سازمان در مقابل حکومت جمهوری چک مسولیت دارد. از سال ۲۰۰۷ مدیر سازمان اطلاعاتی و روابط خارجی سرهنگ Jiří Šašek است. سازمان اطلاعاتی و روابط خارجی با سازمان‌های اطلاعاتی اتحادیه اروپا، موساد و سیا همکاری می‌کند. بودجه این سازمان بخشی از بودجه وزارت جمهوری چک است.

## کارمند سازمان اطلاعاتی
بر اساس قانون استخدامی سازمان اطلاعاتی جمهوری چک، هر شخص بالای ۱۸ سال که دارای تابعیت جمهوری چک و تحصیلات دیپلم یا بیشتر باشد می‌تواند کارمند سازمان اطلاعاتی بشود. عموماً متخصصان برای استخدام در این مرکز اقدام می‌نمایند.
کارمندان سازمان اطلاعات به سه گروه تقسیم می‌شوند.
- کارمندانی که اطلاعات جمع‌آوری می‌کنند، به عنوان مثال کارمندی که متخصص زبان‌های خارجی است و معلومات جغرافیاتی داشته باشد
- کارمندانی که اطلاعات را تحلیل می‌کنند، به عنوان مثال کارمندی که متخصص سلاح است
- سایر کارمندان

## فهرست مدیرهای سازمان اطلاعاتی و روابط خارجی

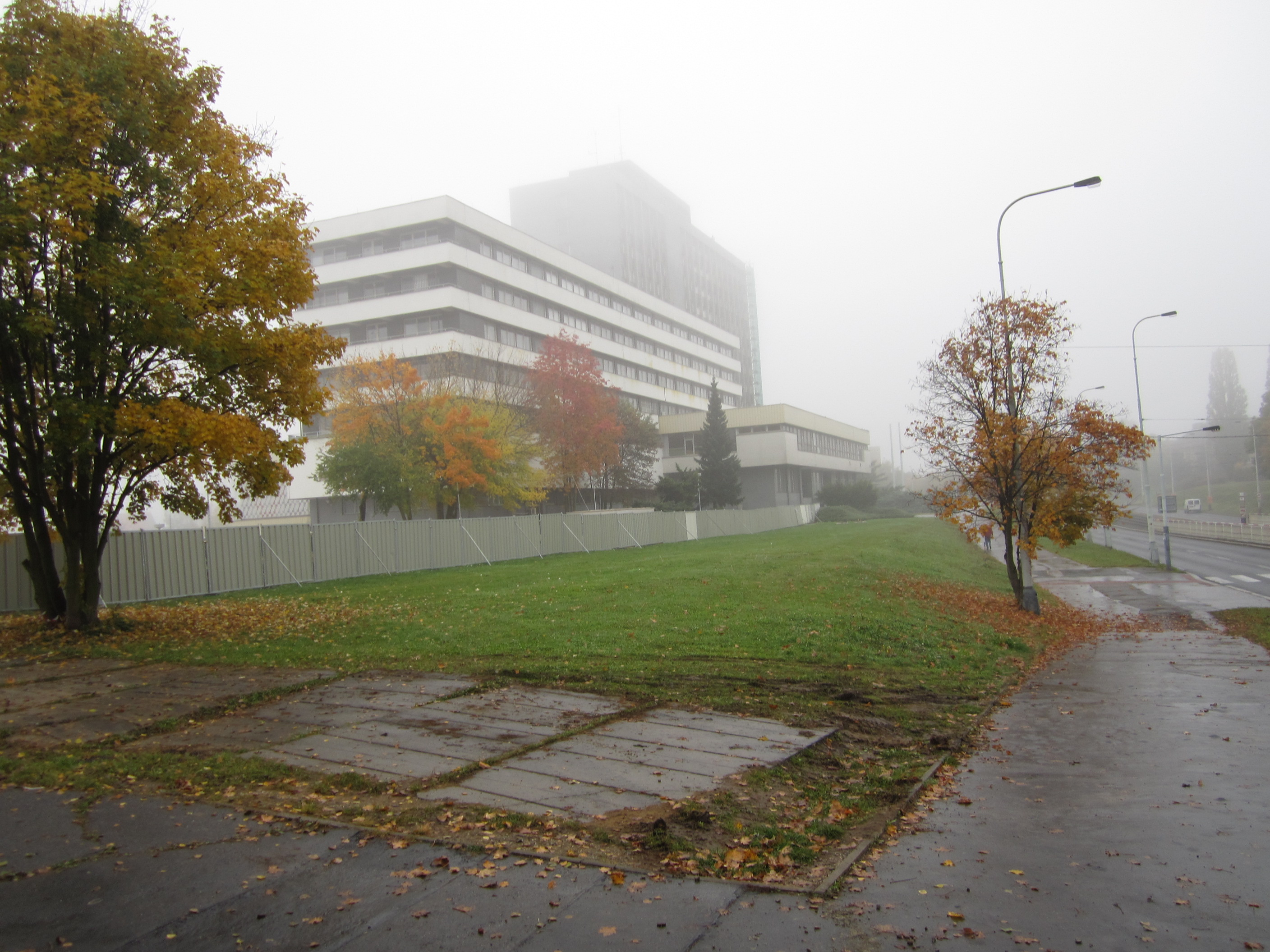
مرکز سازمان اطلاعاتی و روابط خارجی در پراگ

| فهرست مدیرها      | فهرست مدیرها | فهرست مدیرها   |
| اسم مدیر          | تاریخ        | عکس            |
| ----------------- | ------------ | -------------- |
| Oldřich Černý     | ۱۹۹۴–۱۹۹۸    |                |
| Petr Zeman        | ۱۹۹۸–۲۰۰۱    |                |
| František Bublan  | 2001-2004    | [ پیوند مرده ] |
| gen. Karel Randák | 2004-2006    |                |
| Jiří Lang Špalík  | 2006-2007    |                |
| Ivo Schwarz       | 2007-2014    |                |
| Jiří Šašek        | 2014-        |                |